# Wald zwischen Kilianstädten und Büdesheim
Wald zwischen Kilianstädten und Büdesheim este o arie protejată (arie specială de conservare — SAC, sit de importanță comunitară — SCI) din Germania întinsă pe o suprafață de 121,55 ha, integral pe uscat.

## Localizare
Centrul sitului Wald zwischen Kilianstädten und Büdesheim este situat la coordonatele 50°12′41″N 8°51′07″E / 50.2114°N 8.8519°E.

## Înființare
Situl Wald zwischen Kilianstädten und Büdesheim a fost declarat sit de importanță comunitară în noiembrie 2004 pentru a proteja 3 specii de animale. Situl a fost protejat și ca arie specială de conservare în martie 2008.

## Biodiversitate
Situată în ecoregiunea continentală, aria protejată conține 1 habitat natural: Păduri de fag Asperulo-Fagetum.
La baza desemnării sitului se află mai multe specii protejate de  mamifere (3): liliac cârn (Barbastella barbastellus), liliac cu urechi mari (Myotis bechsteinii), liliac comun (Myotis myotis).
Pe lângă speciile protejate, pe teritoriul sitului au mai fost identificate 7 specii de mamifere.